# Perifétés
Perifétés (latinsky Periphetus) je v řecké mytologii syn boha Héfaista. Svou přítomnost v řeckých bájích si zasloužil svou pověstí obávaného lupiče. 
Byl podle očekávání obrovského vzrůstu a obdařen tomu odpovídající silou. Působil zejména v horském průsmyku na hranici Troizény a Epidauru. Tam vyhlížel pocestné a bez okolků je ubil železným kyjem. 
Nevyplatilo se mu to, když mladý Théseus ve svých šestnácti letech putoval od svého děda, troizenského krále Pitthea ke svému nevlastnímu otci Aigeovi, králi athénskému. Théseus chtěl cestou zažít dobrodružství, na kterých by si vydobyl slávu a proslulost. 
V tomto rozpoložení ho zastavil Perifétés a podle pořekadla „kdo s čím zachází, s tím také schází“ našel smrt takovou, jakou rozdával – Théseus mu železný kyj vytrhl a lupiče zabil. Možná mu mohlo být útěchou, že po něm podobně následovali Sínis, Skeirón, Kerkyón a Prokrústés.